# Pisarevo
Pisarevo (bulgariska: Писарево) är ett distrikt i Bulgarien.   Det ligger i kommunen Obsjtina Gorna Orjachovitsa och regionen Veliko Tărnovo, i den centrala delen av landet, 210 km öster om huvudstaden Sofia.